# Thomas Kornack

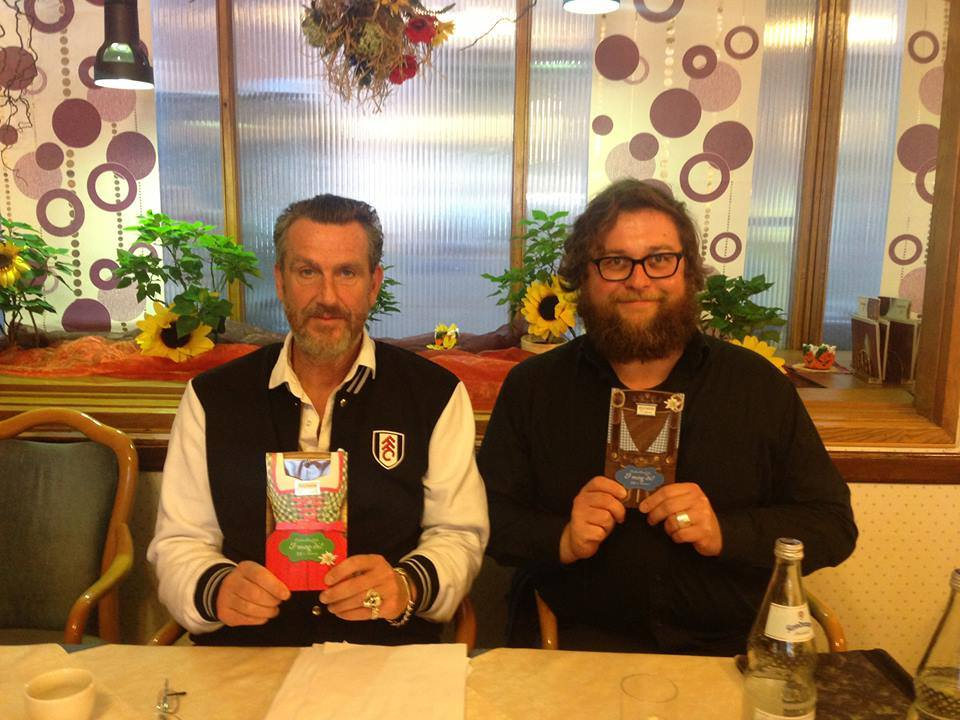
Thomas Kornack (rechts) bei den Internationalen Hofer Filmtagen 2013

Thomas Kornack (* 14. April 1976 in Erfurt; † 5. November 2014) war ein deutscher Theater-, Film- und Fernsehschauspieler und Regisseur.

## Leben
Thomas Kornack wuchs in Erfurt auf und spielte in seiner Jugend bereits an dem renommierten und mehrfach ausgezeichneten Amateurtheater „Die Schotte“ sowie am Schauspielhaus Erfurt und der Oper Erfurt.
Er studierte Schauspiel an der Hochschule für Musik und Theater „Felix Mendelssohn Bartholdy“ Leipzig und schloss sein Studium erfolgreich mit einem Diplom ab.
Erste Engagements führten ihn an das Theater Chemnitz, ans Schauspielhaus Graz und an das Staatstheater Mainz. Er war Mitbegründer vom „THEATER 2011“. Kornack arbeitete seit 2009 als freier Schauspieler – unter anderem am Theater Augsburg. Er war dort sowohl im Schauspiel als auch im Musiktheater tätig. 2013 und 2014 gehörte er zum Ensemble der Störtebeker-Festspiele auf Rügen. Er arbeitete unter anderem mit den Regisseuren Manuel Soubeyrand, Matthias Brenner, Cornelia Crombholz, Barbara Weber, Friederike Heller, Matthias Fontheim, Philip Tiedemann, Jürgen Bosse, Markus Trabusch, Þorleifur Örn Arnarsson und Tom Stromberg zusammen.
Neben seinen zahlreichen Theaterrollen war er regelmäßig in Film- und Fernseh-Produktionen zu sehen. Zuletzt spielte er 2012 eine der Hauptrollen in der Sat-1-Komödie Nein, Aus, Pfui! Ein Baby an der Leine.

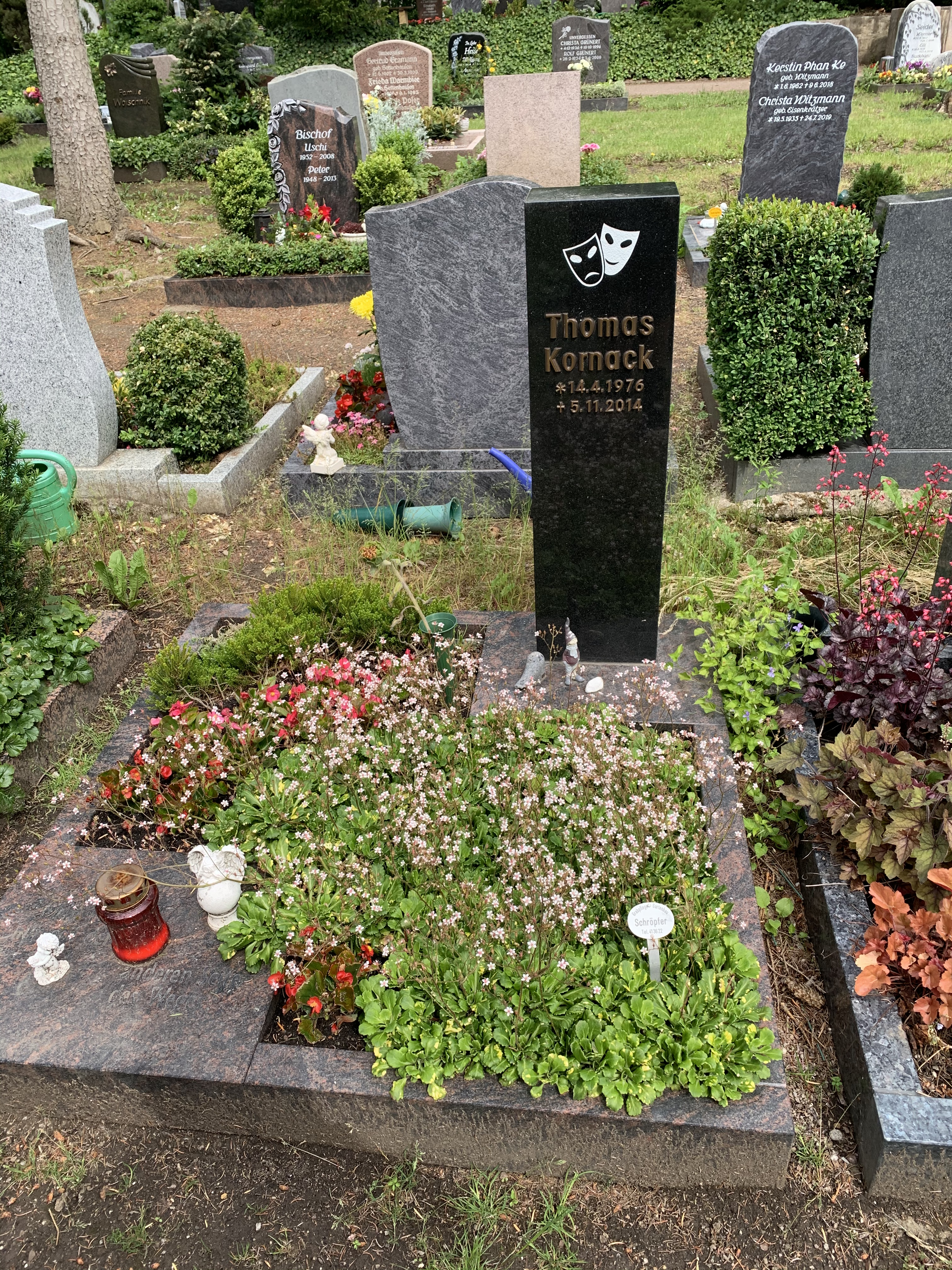
Grab von Thomas Kornack auf den Hauptfriedhof Erfurt

Der Schauspieler lebte in Leipzig. Am 5. November 2014 starb Kornack im Alter von 38 Jahren. In der Berichterstattung wurde fälschlicherweise vom 6. November 2014 als Todestag berichtet. Beigesetzt wurde er auf den Hauptfriedhof Erfurt.

## Filmografie (Auswahl)
- 2001: Ultrix (Kurzfilm; Regie: Martin Geißler)
- 2003: Omega (Kurzfilm; Regie: Andreas Hertel)
- 2008: Kis (Kurzfilm; Regie: Christoph Otto)
- 2010: Jahr für Jahr (Kurzfilm; Regie: Christopher Huck)
- 2010: Feel Good INC. (Kurzfilm; Regie: Jana Kersten)
- 2010: In aller Freundschaft (Fernsehserie; Folge Die Kunst des Kochens; Regie: Jürgen Bauer)
- 2010: Tatort – Rendezvous mit dem Tod (Fernsehreihe; Regie: Buddy Giovinazzo)
- 2010: Security (Kurzfilm; Regie: Alireza Golafshan)
- 2010: Dreileben – Komm mir nicht nach (Fernsehfilm; Regie: Dominik Graf)
- 2010: SOKO Leipzig (Fernsehserie, Folge Hajos letzter Fall; Regie: Michael Wenning)
- 2011: Klassenfeind (Kino; Regie: Martin Nudow)
- 2011: Spezlwirtschaft (Fernsehserie; Folge Die Selbsthilfegruppe; Regie: Stefan Betz)
- 2011: Judengasse (Kino; Regie: Carsten Degenhardt)
- 2011: Die Fugger (Fernsehfilm; Regie: Werner Köhne)
- 2012: Nein, Aus, Pfui! Ein Baby an der Leine (Fernsehfilm; Regie: Kai Meyer Ricks)
- 2012: Die Chefin (Fernsehserie; Regie: Filippos Tsitos)
- 2013: Wir sind jung. Wir sind stark. (AT) (Kino; Regie: Burhan Qurbani)
- 2014: SOKO Leipzig (Fernsehserie; Folge Dumm gelaufen; Regie: Robert Pejo)

## Theater (Auswahl)
Theater „Die Schotte“, Erfurt, künstlerische Leitung Renate Lichnok:
- 1991: Böse Revue; „Ensemble“; Regie: Matthias Brenner/Karl-Heinz Krause
- 1991: Der nackte König; „Mere“; Regie: Karl-Heinz Krause
- 1992: Rotkäppchen; „Bär“; Regie: Karl-Heinz Krause
- 1993: Leonce und Lena; „König Peter vom Reiche Popo“; Regie: Karl-Heinz Krause
- 1994: Der Vogelkopp; „Vogelkopp“; Regie: Matthias Brenner/Karl-Heinz Krause
- 1995: Lysistrata; „Ratsherr“; Regie: Karl-Heinz Krause
- 1995: Woyzeck; „Hauptmann“; Regie: Matthias Thieme
- 1995: Jeanne d’Arc au bûcher; „Bischof der Inquisition“; Regie: Dietrich Taube
- 1996: Ein Sommernachtstraum; „Schnock der Schreiner“; Regie: Karl-Heinz Krause
- 1996: Der Lebkuchenmann; „Herr Salz“; Regie: Karl-Heinz Krause
- 1998: Romeo und Julia; „Pater Lorenzo“; Regie: Matthias Brenner/Karl-Heinz Krause
- 1999: In seinem Garten liebt Don Permblin Belisa, „Mutter von Belisa / Erdkobold“; Regie: Matthias Brenner
- 2000: Der Drache; „Bürgermeister“; Regie: Frank Metzger/Karl-Heinz Krause

Schauspielschule Leipzig, Sommertheater:
- 2002: Antigone; „Bote“; Regie: Ralf Oehme
- 2002: Der Frieden; „Zeus“; Regie: Alexander Schröder

Theater Chemnitz, Schauspieldirektor Manuel Soubeyrand:
- 2002: Die Olsenbande dreht durch; „Victor das dumme Schwein“; Regie: Manuel Soubeyrand
- 2002: Romeo & Julia; „Capuletclan“; Regie: Matthias Brenner
- 2002: Cyrano de Bergerac; „Raguenau“; Regie: Manuel Soubeyrand
- 2002: Glückseligkeit; „Iwan der Schreckliche“; Regie: Carlos Manuel
- 2003: Die Umsiedlerin; „Traktorist“; Regie: Manuel Soubeyrand
- 2003: Messer in Hennen; „Gilbert Horn (Müller)“; Regie:Jürgen Lingmann
- 2004: Sonnenallee (Musical); „Apolonius Schmidt“; Regie: Ralf Reichel
- 2004: Rocky Horror Show; „Brad“; Regie: Alexander Suckel

Schauspielhaus Graz, Intendant: Matthias Fontheim:
- 2004: Die sexuellen Neurosen unserer Eltern; „Doras Chef“; Regie: Cornelia Crombholz
- 2004: John about Lennon; „Johann“; Regie: Till Löffler
- 2004: Endstation Sehnsucht; „Mitch“; Regie: Barbara Weber
- 2005: Die Blendung; „Benedikt Pfaff“; Regie: Friederike Heller
- 2005: Amadeus; „Graf J. von Strack“; Regie: Cornelia Crombholz
- 2005: Was ihr wollt; „Malvolio“; Regie: Matthias Fontheim
- 2005: ELVIS-Soloabend; „Elvis“; Regie: Till Löffler
- 2006: Komödie im Dunkeln; „Schupanzki“; Regie: Martin Ölbermann
- 2006: Bluthochzeit (Lorca); „Mond“; Regie: Cornelia Crombholz
- 2006: Amphitryon; „Jupiter“; Regie: Martin Ölbermann

Staatstheater Mainz, Intendant: Matthias Fontheim:
- 2006: Clavigo; „Carlos“; Regie: Cornelia Crombholz
- 2006: ELVIS-Soloabend; „Elvis“; Regie: Till Löffler
- 2006: How love is spelt; „Steven“; Regie: Hanna Rudolph
- 2007: Hauptmann von Köpenick; „Bürgermeister Obermüller“; Regie: Jürgen Bosse
- 2007: Kornack kocht; „Kornack“ Regie: Gerschler/Kornack
- 2007: Madame Bovary; „Monsieur Lheureux“; Regie: Debora Epstein
- 2007: Des Teufels General; „Hauptmann Korianke“; Regie: Cornelia Crombholz
- 2007: Jim Knopf und Lukas der Lokomotivführer; „Lukas“; Regie: Markus Mislin
- 2008: Von Kopf bis Fuß Marlene; „Emil Jannings/Orson Welles“; Regie: Christian Schürmann
- 2008: Die Wahlverwandtschaften; „Eduard“; Regie: Hannes Rudolph
- 2008: Weck mich auf bevor du gehst; „Jörn Dorcht-Chefkoch“; Regie: Helmut Köpping
- 2008: König Ödipus; „Kreon“; Regie: Philip Tiedemann
- 2008: Menschen in Kindergrößen; „der Alte“; Regie: July Pfleiderer
- 2009: Radio Unfertig – Der Film TV; „Fjordor“; Regie: Ensemble
- 2009: Sechs Personen suchen einen Autor; „Schauspieler“; Regie: Felix Prader

Engelsburg (Erfurt), Sommertheater:
- 2009/2010: Eines gibt das Andere; Regie: Thomas Kornack

Staatstheater Mainz, Intendant: Matthias Fontheim:
- 2009/2010: Sechs Personen suchen einen Autor; „Schauspieler“; Regie: Felix Prader

Burgfestspiele Bad Vilbel, Intendant: Claus-Günther Kunzmann:
- 2009/2010: Don Camillo und Peppone; „Bruciata“; Regie: Adelheid Müther
- 2009/2010: Kalenderboys; „Siegfried“; Regie: Christian Voss

Theater 2011:
- 2011: Indien; „Bösel“; Regie: Thomas Kornack/Jens Wachholz

Theater Augsburg Intendantin: Juliane Votteler
- 2011: King Arthur; „Grimbald“; Regie: Sigrid Herzog
- 2011: Il trovatore; „Weißclown“; Regie: Valentina Simeonovna
- 2011: Die Ermittlung; „Richter/Zeuge/Angeklagter“; Regie: Heike Frank
- 2012: Die Fledermaus; „Gefängnisdirektor Frank“; Regie: Thorleifur Orn Arnarsson
- 2012: Das weiße Album; „Sänger“; Regie: Tom Stromberg / Wiebke Puls
- 2012: Mann ist Mann; „Uria Shelley“; Regie: Markus Trabusch
- 2012: Die schmutzigen Hände; „Louis, Georges, Karsky“; Regie: Heike Frank

Landestheater Neustrelitz, Intendant: Joachim Kümmritz:
- 2014: Ladies Night; „Barry“; Regie: Frank Matthus

Packhaustheater Bremen, künstlerische Leitung: Knut Schakinnis:
- 2014: Hosen runter; „Bert Kowalski“; Regie: Craig Simmons

Störtebeker-Festspiele, Intendant: Peter Hick:
- 2013: Beginn einer Legende; „Ignatius Hieronymus Mechtholt Fridericus Möbius“; Regie: Kai Maertens
- 2014: Gottes Freund; „Kurzer“; Regie: Peter Dehler